# Osudná sázka
Osudná sázka, původně autory označovaná názvem Sázka námluvčím, je komická opera o jednom dějství českého skladatele Cyrila Metoděje Hrazdiry na libreto novináře Emanuela Hatláka. Poprvé ji uvedla 17. srpna 1892 v Divadle na Střelnici Moravské Ostravě divadelní společnost Františka Trnky.
Skladatel Cyril Metoděj Hrazdira, žák Leoše Janáčka, působil v letech 1891 až 1899 jako ředitel kůru u farního kostela svatého Josefa v Polské Ostravě. Současně se věnoval kompozici, zejména církevní hudby, a organizoval místní hudební život. Spolupracoval i s divadelní společností Františka Trnky, která od roku 1888 objížděla moravská města, pokud zavítala do Moravské Ostravy – kde mohla účinkovat v upraveném divadelním sále hostince Stará střelnice. Díky tomu mohl při pobytu této společnosti v Ostravě v roce 1892 uvést i svou jednoaktovou komickou operu Osudná sázka.
Libreto Hrazdirovi napsal novináře a reportér Lidových novin Emanuel (Eman) Hatlák (1851–1897), s nímž se Hrazdira znal z Brna. Hatlák se o hudbu a divadlo velmi zajímal: byl mj. zakladatelem Jednoty ochotníků Tyl v Brně, místopředsedou brněnského pěveckého spolku Hlahol a zasloužil se o české Národní divadlo v Brně. O jeho libretu se recenzent Opavského Týdenníku domníval, že „jest lehké, na velmi starém vtipu se zakládající, na zcela krátkou chvíli vypočítané asi na to, abychom si mohli zahrát“. Že však ze strany skladatele hudby nešlo jen o hudební žert, dokládají zmínky tisku o tom, že Osudná sázka je „velká jednoaktová opera“.
O premiéře, která se konala v sobotu 17. srpna 1892, referoval tisk předem; zmiňoval se o Hrazdirových zásluhách a vyzýval obecenstvo k četné návštěvě. Aktovka Osudná sázka se hrála jako druhá část večerního programu po činoherní komedii Hluší, kteří slyší. Dirigoval skladatel a orchestr Trnkovy společnosti byl pro tuto příležitost zesílen externími hráči. Role mileneckého páru Jeníka a Marie hráli ředitel Trnka a slečna Janková, významnou roli hostinského pan Brůžek. Deník Práce poznamenal, že „jednotlivé úlohy […] podány byly všechny správně,“ a referoval o četné návštěvě i o bouřlivé pochvale, jichž se dočkali účinkující i skladatel, který byl po představení dvakrát vyvoláván. Recenzent Opavského Týdenníku chválí představitele hlavních rolí, avšak vyčítá režijnímu ztvárnění sborů přílišnou statičnost; i podle něj byla opera „vřele a zaslouženou pochvalou přijata“.
Zatímco stručná zpráva deníku Práce označila Hrazdirovu operu jako „zdařilou práci“,, recenzent Opavského Týdenníku vyjádřil výhrady především k poměru hudby k textu: zatímco text byl lehký, zběžně nahozený žert, hudba byla „široce rozvedená“. „My alespoň bychom si zcela něco jiného představovali na scéně, kdybychom naslouchali hudbě bez děje,“ domníval se kritik a dohadoval se, že skladatel měl na mysli rozměrnější dílo jiné povahy a po libretu Sázky sáhl z nouze. Kladl si otázku, nakolik je hudba Osudné sázky vůbec operní a komická; přinejmenším „ať jsme se namáhali seč jsme mohli, abychom něco komiky tam našli, nechtělo se nám to zdařit“. Odhlédnuv od toho, recenzent hovoří o „nepopíratelném talentu, jak co do vynalézavosti motivů a myšlenek kombinovaných, tak a to zvláště pokud se instrumentace týká“.
Nejsou přímé zprávy o tom, že by Trnkova společnost Osudnou sázku uváděla i na jiných působištích, a Hrazdirova opera zcela zapadla; nebyla dokonce ani uvedena v prakticky kompletním průvodci Česká zpěvohra bratří Hornových, který vyšel roku 1903. Rukopis opery – pod původním názvem Sázka námluvčím – je uložen v pozůstalosti Cyrila Metoděje Hrazdiry v Moravském zemském muzeu.
Hrazdira složil již jen jedno další dílo pro hudební divadlo, mnohem ambicióznější operu Ječmínek, již uvedl roku 1904 v Národním divadle v Brně.